# Драконова пещера
Драконовата пещера (на гръцки: Σπηλιά του Δράκου) е пещера край македонския град Костур, Гърция.

## Местоположение
Намира се от южната страна на полуострова Горица в Костурското езеро, само на 15 m от брега на езерото, на третия километър по пътя към манастира „Света Богородица Мавровска“.

## История
Пещерата на дракона е открита през 40-те години на XX. Вероятно дотогава входът ѝ не е бил видим поради наносите и трудното му местоположение, достъпно в миналото само откъм езерото. Когато градският крайезерен път е открит през 40-те години на XX век, костурските изследователи аматьори са първите, които откриват отвора на входа на пещерата. Пещерата е картографирана от Гръцкото спелеоложко дружество през 1968 година.
През 90-те и 2000-те години проучването на пещерата е завършено и пещерата е открита за посетители в края на 2009 година.

## Описание
Най-голямата дълбочина, до която пещерата достига е 18. Пещерата и има 7 подземни езера, 10 камери и пет тунела. Най-голямата камера е с размери 45 m на 17 m и има централна секция, издигаща се над две странични секции. И двете са частично съставени от езера. Средната температура в пещерата е 16-18 градуса по Целзий, а влажността 85-90%. Температурата на водата във вътрешните езера е 14 градуса по Целзий, когато температурата на езерната вода отвън на сянка е 21 градуса по Целзий.
Вътре в пещерата са открити палеонтологични останки, най-важното от които са костите на пещерна мечка (Ursus spelaeus), вид, живял в Европа през плейстоцена и изчезнал преди около 10 000 години.